# Hypotaenidia philippensis macquariensis
Il rallo di Macquarie (Hypotaenidia philippensis macquariensis F. W. Hutton, 1879) era una sottospecie di rallo delle Filippine originaria dell'isola omonima.

## Descrizione
Macquarie è situata a sud della Nuova Zelanda, a 54,45° di latitudine sud; è un'isola spazzata dal vento dove crescono solo erba e muschi. Gli uccelli tipici di quest'isola (un rallo, appunto, e un pappagallo, il Cyanoramphus erythrotis) sono entrambi estinti, nonostante siano state importate delle specie esotiche. Il rallo di Macquarie è stato classificato da molti scienziati come identico all'H. p. assimilis, la sottospecie di rallo delle Filippine diffusa in Nuova Zelanda, ma S. D. Ripley, ad ogni modo, lo distingue dal suo becco corto, dalle ali più scure e dalla striscia rossiccia molto accesa sul suo petto; inoltre W. R. B. Oliver fa riferimento alle sue zampe più robuste. Nel marzo 1879, la compagnia di navigazione di Elder e Cormach portò un esemplare vivo in Nuova Zelanda e disse che era diffuso nell'estremo sud dell'isola.

## Estinzione
L'anno successivo J. H. Scott si recò a Macquarie e affermò che «non erano poi così diffusi. Sembrava che ve ne fossero di due tipi: uno, leggermente più grande, era rossiccio, mentre l'altro era nero» (può anche darsi che egli abbia visto degli esemplari giovani, che infatti sono neri). Quattordici anni più tardi, A. Hamilton «non vide nessun uccello simile al rallo delle Filippine»; in compenso vide moltissimi ratti.